# Prochasma squalida
Prochasma squalida är en fjärilsart som beskrevs av Alfred Ernest Wileman 1915. Prochasma squalida ingår i släktet Prochasma och familjen mätare. Inga underarter finns listade i Catalogue of Life.